# 紐波特縣 (羅德島州)
紐波特縣（英語：Newport County）是美国羅德島州東南部的一個郡，東鄰麻薩諸塞州，面積543平方公里。根據2020年美國人口普查，紐波特縣共有人口85,643人。縣治紐波特（該州各縣皆無縣政府建制）。
就如該州的其他县一般，紐波特縣不再有任何政府职能（除法院行政和任免警长等非政務權力）。這些政府职能均為州政府或城镇所擁有。

## 地理

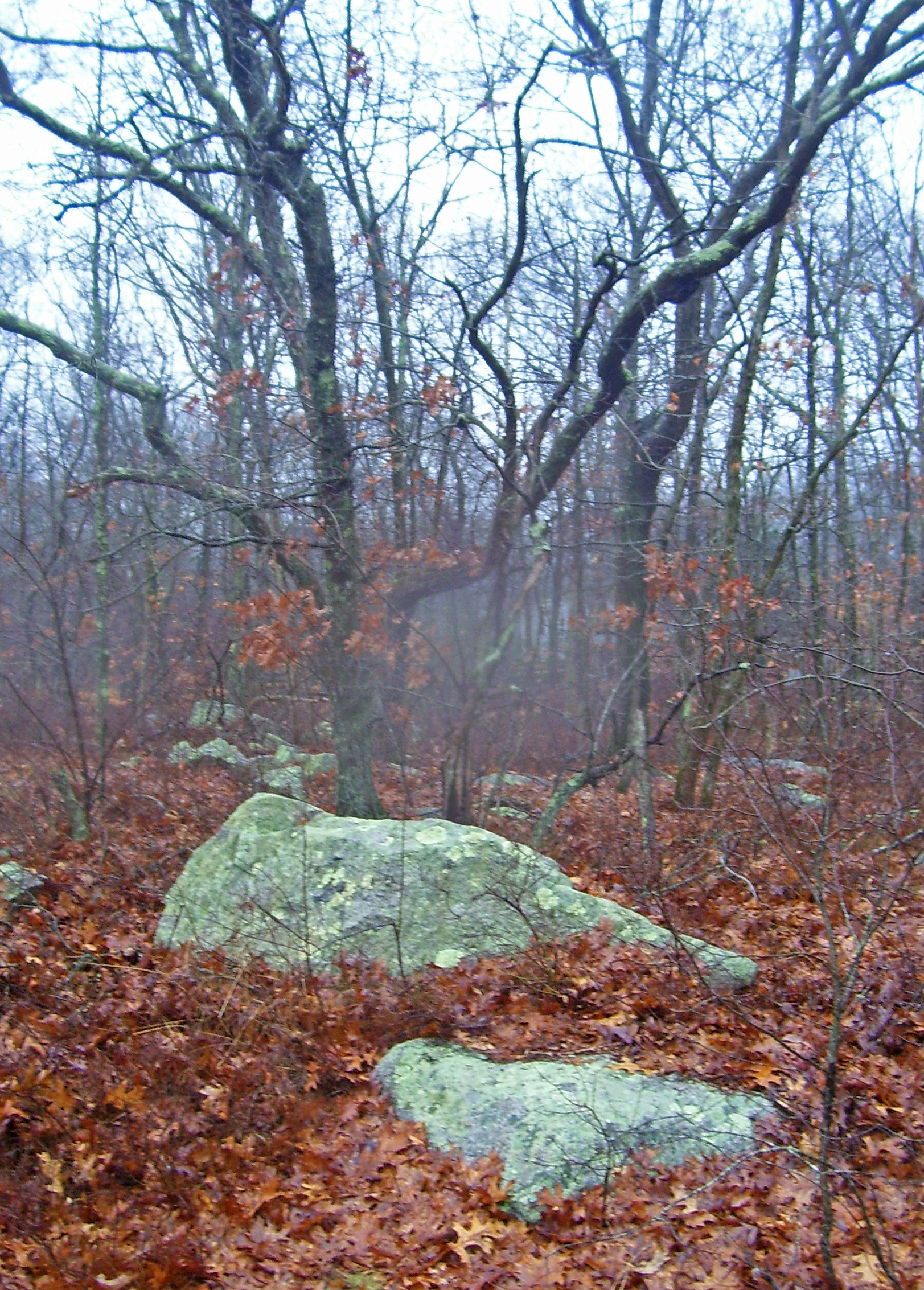
波卡塞特山，紐波特縣的最高点

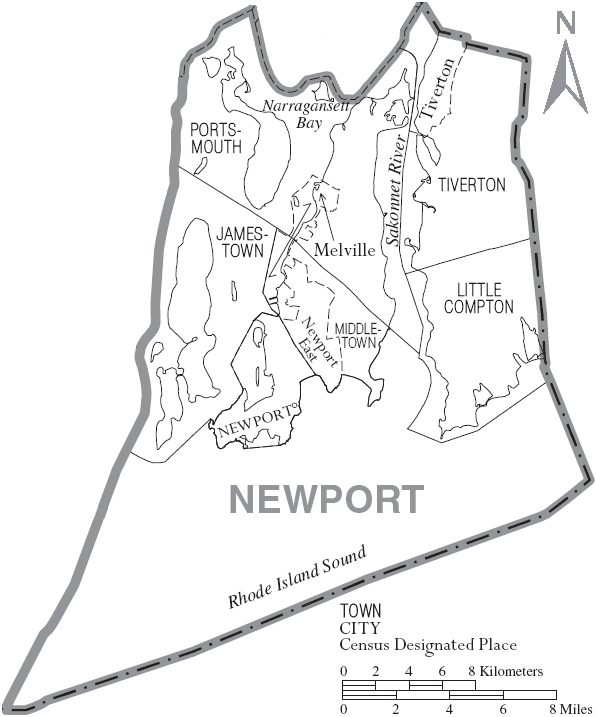
紐波特縣的領土和領海地圖

根據2000年人口普查，紐波特縣總面積為314平方英里（810平方），其中有104平方英里（270平方），即33.17%為陸地；210平方英里（540平方），即66.83%為水域。
紐波特縣是由阿奎德內克島、科能尼卡特島、普魯登斯島和羅德島州大陸部份的最东端（與麻薩諸塞州相鄰）。紐波特縣的最高点為位于蒂弗顿的波卡塞特峰，其海拔為320英尺（98米）。而縣的最低点則為海平面。

### 毗邻县
- 羅德島州 布里斯托郡- 北方
- 麻薩諸塞州 布里斯托郡- 东方
- 羅德島州 华盛顿县- 西方

### 国家保护区
- 沙塞阿斯角國家野生動物保護區（Sachuest Point National Wildlife Refuge）
- 图罗犹太教堂国家历史遗址

## 歷史
紐波特縣成立於1703年6月22日，時稱羅德島縣（Rhode Island County）。當時的紐波特縣擁有四個城镇：朴茨茅斯、紐波特、詹姆斯敦和新索尔海姆。1729年，紐波特縣改為今名。在1746年至1747年期間，麻薩諸塞州割讓了兩個城鎮，小康普顿和蒂弗顿予紐波特县。於1856年，福尔里弗從紐波特縣中獨立出來。而於1862年，羅德島州將福尔里弗割予马萨诸塞州。於1963年，紐波特縣將新索尔海姆割予华盛顿县。於1842年，紐波特縣的县政府被羅德島州政府废除。因此，現今的紐波特縣只作劃分地之用，並無實權。

## 人口
| 调查年            | 人口   | 备注 | %±     |
| ----------------- | ------ | ---- | ------ |
| 1790              | 14,351 |      | —      |
| 1800              | 14,845 |      | 3.4%   |
| 1810              | 16,294 |      | 9.8%   |
| 1820              | 15,771 |      | −3.2%  |
| 1830              | 16,535 |      | 4.8%   |
| 1840              | 16,874 |      | 2.1%   |
| 1850              | 20,007 |      | 18.6%  |
| 1860              | 21,896 |      | 9.4%   |
| 1870              | 20,050 |      | −8.4%  |
| 1880              | 24,180 |      | 20.6%  |
| 1890              | 28,552 |      | 18.1%  |
| 1900              | 32,599 |      | 14.2%  |
| 1910              | 39,335 |      | 20.7%  |
| 1920              | 42,893 |      | 9.0%   |
| 1930              | 41,668 |      | −2.9%  |
| 1940              | 46,696 |      | 12.1%  |
| 1950              | 61,539 |      | 31.8%  |
| 1960              | 81,891 |      | 33.1%  |
| 1970              | 94,559 |      | 15.5%  |
| 1980              | 81,383 |      | −13.9% |
| 1990              | 87,194 |      | 7.1%   |
| 2000              | 85,433 |      | −2.0%  |
| 2010              | 82,888 |      | −3.0%  |
| [ 3 ] [ 4 ] [ 5 ] |        |      |        |

根據2000年人口普查，紐波特縣擁有85,433居民、35,228住戶和22,228家庭。。其人口密度為每平方英里821居民（每平方公里317居民）。紐波特縣擁有39,561間房屋单位，其密度為每平方英里380間（每平方公里147間）。紐波特縣的人口是由91.46%白人、3.73%黑人、0.43%土著、1.23%亞洲人、0.07%太平洋岛民、1.09%其他種族和1.99%混血构成。而西班牙裔或拉丁美洲人佔了人口2.82%。在91.46%白人當中，有19.6%為愛爾蘭人、13.2%為葡萄牙人、11.8%英國人、9.2%意大利人、6.3% 德國人以及5.2% 法國人。於85,433居民當中，有92.0%母語為英语、2.3%為西班牙语、2.1%為葡萄牙語以及1.3%為法语。
在35,228住户中，有28.60%擁有一個或以上的兒童（18歲以下）、49.90%為夫妻、10.30%為單親家庭、而有36.90%為非家庭。其中29.90%住户為獨居，10.80%為同居長者。平均每戶有2.35人，而平均每個家庭則有2.95人。在85,433居民中，有22.50%為18歲以下、8.40%為18至24歲、29.90%為25至44歲、24.80%為45至64歲以及14.40%為65歲以上。人口的年齡中位數為39歲，每100個女性就有94.60個男性。而每100個成年女性（18歲以上）則有91.40個成年男性。
紐波特縣的住戶收入中位數為$26,779。約5.40%家庭和7.10%人口在貧窮線以下。